# Henrichshütte

Die Henrichshütte in den 1930er Jahren

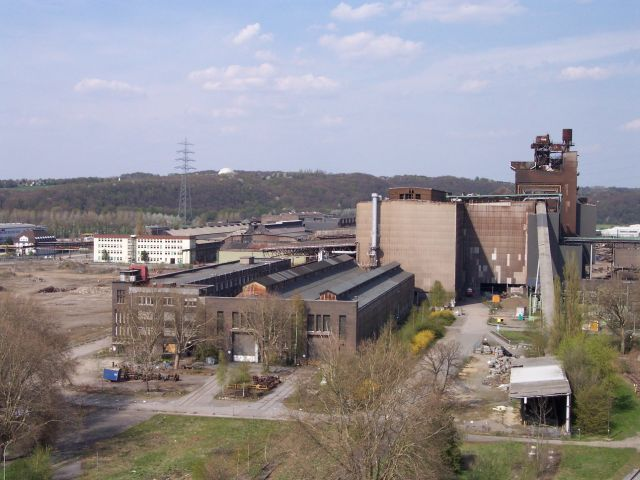
Gelände der Henrichshütte, Bereich Stahlwerk

Die Henrichshütte ist ein ehemaliges Hüttenwerk in Hattingen (Deutschland) und wird heute als Museum betrieben. In ihrer Nähe liegt der Henrichsteich.
Gegründet wurde die Henrichshütte 1854. Ihren Namen erhielt sie auf Anregung des ersten Hüttendirektors Carl Roth nach dem Grafen Henrich zu Stolberg-Wernigerode (1772–1854). Sie war eines der traditionsreichsten Hüttenwerke des Ruhrgebietes, bekannt für ihren Edelstahl.
Trotz wechselnder Eigentumsverhältnisse (1904–1930 Henschel & Sohn, 1930–1963 Ruhrstahl, 1963–1974 Rheinstahl, ab 1974 Thyssen AG) blieb der Name Henrichshütte stets bestehen. Ab 1987 wurde die Henrichshütte stillgelegt (1987 Hochofen 2 und 3 sowie das Walzwerk, 1993 Stahlwerk, 2003 Schmiede).

## Geschichte

### Gründung und erste Jahre
Graf Henrich zu Stollberg-Wernigerode besaß bereits mehrere Hüttenwerke im Harz, deren Betrieb aber wegen der zu Ende gehenden Rohstoffe nicht mehr rentabel war. Hinzu kam die Einführung des koksbefeuerten Hochofens auf dem Kontinent – eine Technik, die in England entwickelt worden und den bis dahin üblichen, mit Holzkohle befeuerten Hochöfen weit überlegen war. Die Holzkohle-Hochöfen des Grafen waren aus diesem Grund nicht mehr konkurrenzfähig. Da die Steinkohle zu einem wesentlichen Rohstoff geworden war, konnte das Ruhrgebiet seine Position als für Hüttengründungen bevorzugte Region weiter ausbauen, da dort sowohl Eisenerz als auch hochwertige Fettkohle zur Koksproduktion vorhanden waren.
Im Jahr 1852 reiste der Hüttenmeister Carl Roth im Auftrag des Grafen an die Ruhr, um nach einem geeigneten Standort für die Neugründung eines Hüttenwerkes zu suchen. Diesen fand er im Bereich der Gemeinden Welper und Winz, die heute Stadtteile von Hattingen sind. Dort erwarb er das Rittergut „Haus Bruch“, dessen Ländereien groß genug für die projektierte Anlage waren. Außerdem kaufte Carl Roth Eisensteinfelder in der Gegend von Witten und Steele, die Kuxenmehrheit an der Zeche Carl Friedrich Erbstollen sowie Anteile an einigen weiteren Zechen. Damit war die Rohstoffversorgung der Hütte gesichert.
Am 20. März 1854 wurde der Grundstein für die Hochofenfundamente gelegt und der Hütte der Name „Henrichshütte“ gegeben, den Karl Roth als Erinnerung an den bereits im Februar 1854 verstorbenen Grafen Henrich vorgeschlagen hatte. Ein weiterer Grund sprach für diesen Namen, da man so deutlich machen konnte, dass die Henrichshütte kein „Aktienwerk“ war, wie Carl Roth es nannte, sondern allein dem regierenden Grafen zu Stollberg-Wernigerode gehörte. Die Henrichshütte wurde am 13. Oktober 1854 durch das königliche Oberbergamt zu Dortmund konzessioniert. Beantragt hatte die Konzession der Hüttenmeister Carl Roth im Auftrag seines Arbeitgebers.
1855 wurde der erste Hochofen angeblasen, 1856 ein zweiter. Dieser erste Hochofen galt mit einer Tagesleistung von 25 t Roheisen als der leistungsstärkste des damaligen Ruhrgebiets. Da aber die ursprünglich geplanten Investitionen während der ersten Bauphasen bereits deutlich überschritten worden waren, ließ die Rentabilität der neuen Anlage zu wünschen übrig. 1857 wurde die Henrichshütte daher an ein Berliner Bankenkonsortium, die „Berliner Disconto-Gesellschaft“, unter der Leitung von David Hansemann verkauft.

### Roheisenerzeugung

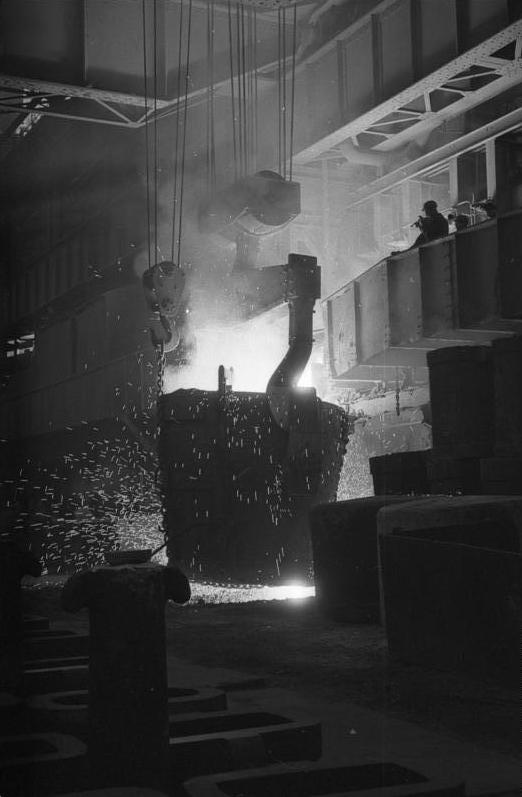
Pfanne mit flüssigem Stahl, Aufnahme während eines Staatsbesuches, 1961

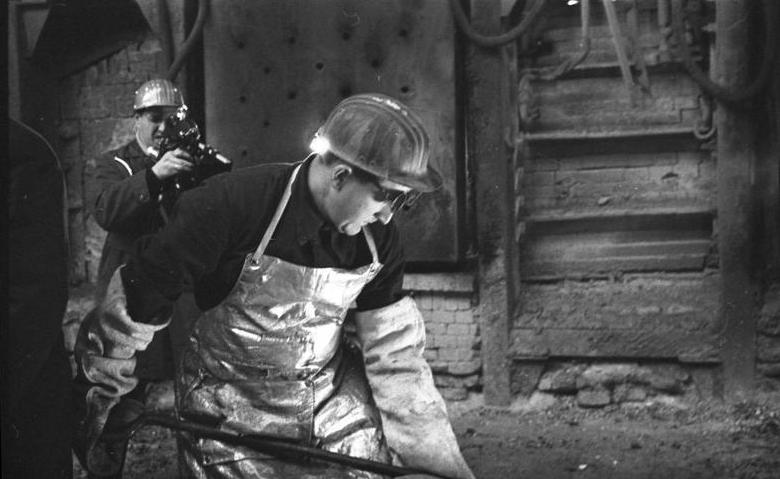
Arbeiter, 1961

Unter der Führung der Disconto-Gesellschaft wurden in den Jahren 1859 und 1860 zwei weitere Hochöfen angeblasen. 1873 wurde das Bessemer-Stahlwerk auf dem Gelände errichtet.
Die „Dortmunder Union“, zu welcher die Henrichshütte nach einem erneuten Verkauf im Jahr 1874 gehörte, ließ 1885 einen neuen Hochofen anblasen, für den zwei der älteren abgerissen worden waren, der aber eine erneute Leistungssteigerung ermöglichte. Dieser Ofen wurde allerdings im Jahr 1900 durch eine Explosion, bei der mehrere Arbeiter ums Leben kamen, völlig zerstört. Der Grund für dieses Unglück kann heute nicht mehr ermittelt werden. 1904 wechselte die Henrichshütte erneut den Besitzer und gehörte von da an zum Lokomotivbauimperium des Kasseler Unternehmens Henschel & Sohn. Der neue Besitzer begann damit, die Produktionsanlagen der Hütte von Grund auf zu modernisieren. Dazu zählte auch der Neubau von zwei Hochöfen, die 1906 und 1913 angeblasen wurden und zu den modernsten Anlagen ihrer Art zählten. Die Leistung der Aggregate lag bei 250–350 t Roheisen pro Tag.
Im Jahr 1939 – die Hütte gehörte seit 1930 zur Ruhrstahl AG – wurde ein weiterer Hochofen gebaut, da der Roheisenbedarf der Rüstungsproduktion auf der Henrichshütte mit den vorhandenen Öfen nicht mehr gedeckt werden konnte. 1940 war dieser Ofen betriebsbereit und mit einer Tagesleistung von 800 t Roheisen doppelt so leistungsfähig wie die beiden anderen Öfen. Dieser Hochofen ist es auch, der bis heute als „Hochofen 3“ der Henrichshütte im dortigen Industriemuseum erhalten ist.
Nach dem Krieg, der das Werk erheblich in Mitleidenschaft zog, und nach der Zeit der Demontagen wurde die Ruhrstahl AG im November 1951 neu gegründet, die allerdings nur noch Hattingen, Annen und Brackwede umschloss. Im September 1956 erwarb Rheinstahl die überwiegende Aktienmehrheit.
Für den Platzbedarf zum Bau einer Sinter- und Erzanlage für die Henrichshütte wurden die Ruhr im Jahr 1959 um ca. 500 Meter nach Nord-Westen verlegt. Dadurch wurde 500.000 m² Gelände gewonnen. Die Arbeiten wurden ab dem Sommer innerhalb von vier Monaten ausgeführt. Durch die Maßnahmen wurde die Ruhr auf einer Länge von 1.600 Metern begradigt und der Lauf und 630 Meter verkürzt. Das Durchbaggern eines Dammes am 15. Oktober 1959 führte die Arbeiten zum Ende.
1963 erfolgte die Zusammenfassung der ehemaligen Ruhrstahlbetriebe (ohne Edelwitten und Gelsenguss) mit der Friedrich-Wilhelms-Hütte in Mülheim und Meiderich sowie mit dem Schalker Verein in Gelsenkirchen zur „Rheinstahl Hüttenwerke AG“. Mit dem Neubau eines weiteren Hochofens, der die Nummer 2 erhielt, wurde die Leistungsfähigkeit der Hochofenanlage erneut gesteigert. Insgesamt konnte die Leistung beider Öfen durch mehrere Modernisierungen bis auf 2400 t pro Tag und Ofen gesteigert werden.
Am 1. Oktober 1974 wurde die Henrichshütte an die Thyssen-Gruppe verkauft und firmierte seitdem als „Thyssen Henrichshütte AG“, einer 100%igen Tochter der August-Thyssen-Hütte (ATH), welche sie ab 1984 sukzessive stilllegte. Nachdem 1987 zunächst der jüngere und am 18. Dezember auch der ältere der beiden Hochöfen ausgeblasen worden war, fand in Hattingen nach mehr als 130 Jahren keine Roheisenerzeugung mehr statt. Bis zur endgültigen Stilllegung erhielt die Henrichshütte ihr Roheisen aus dem Thyssen-Stahlwerk in Duisburg.
Die Henrichshütte hatte während ihres Bestehens mit zwei grundsätzlichen Problemen zu kämpfen: Zum einen war dies der begrenzte Raum, der ihr zwischen der Ruhr und dem Hattinger Ruhrhang zur Verfügung stand; größere Erweiterungen des Werks waren dadurch nicht möglich. Einzig Ende der 1950er Jahre wurde durch die Verlegung des Ruhrflussbettes ein größeres Stück zum Werksgelände hinzugefügt. Zum anderen war dies die schlechte Verkehrsanbindung, dabei vor allem das Fehlen eines schiffbaren Gewässers, weshalb die Rohstoffe nur auf dem Schienenweg nach Hattingen gelangen konnten.
Dem setzte die Henrichshütte eine Spezialisierung auf die Herstellung von hochqualitativen Einzelstücken entgegen, was den Betrieb über viele Jahrzehnte rentabel hielt. So gehörten zunächst Dampfkessel, später dann Radsätze (auch für den ICE), Bauteile für Arianeraketen und Castorbehälter zur Produktpalette. Auch der Reaktordruckbehälter des ersten bundesdeutschen Kernkraftwerkes kam aus den Hallen der Henrichshütte. Wegen der hohen Qualität, die man dort erreichen konnte, wählte der amerikanische Künstler Richard Serra die Henrichshütte zur Produktionsstätte seiner zahlreichen Stahlplastiken.

### Stilllegung

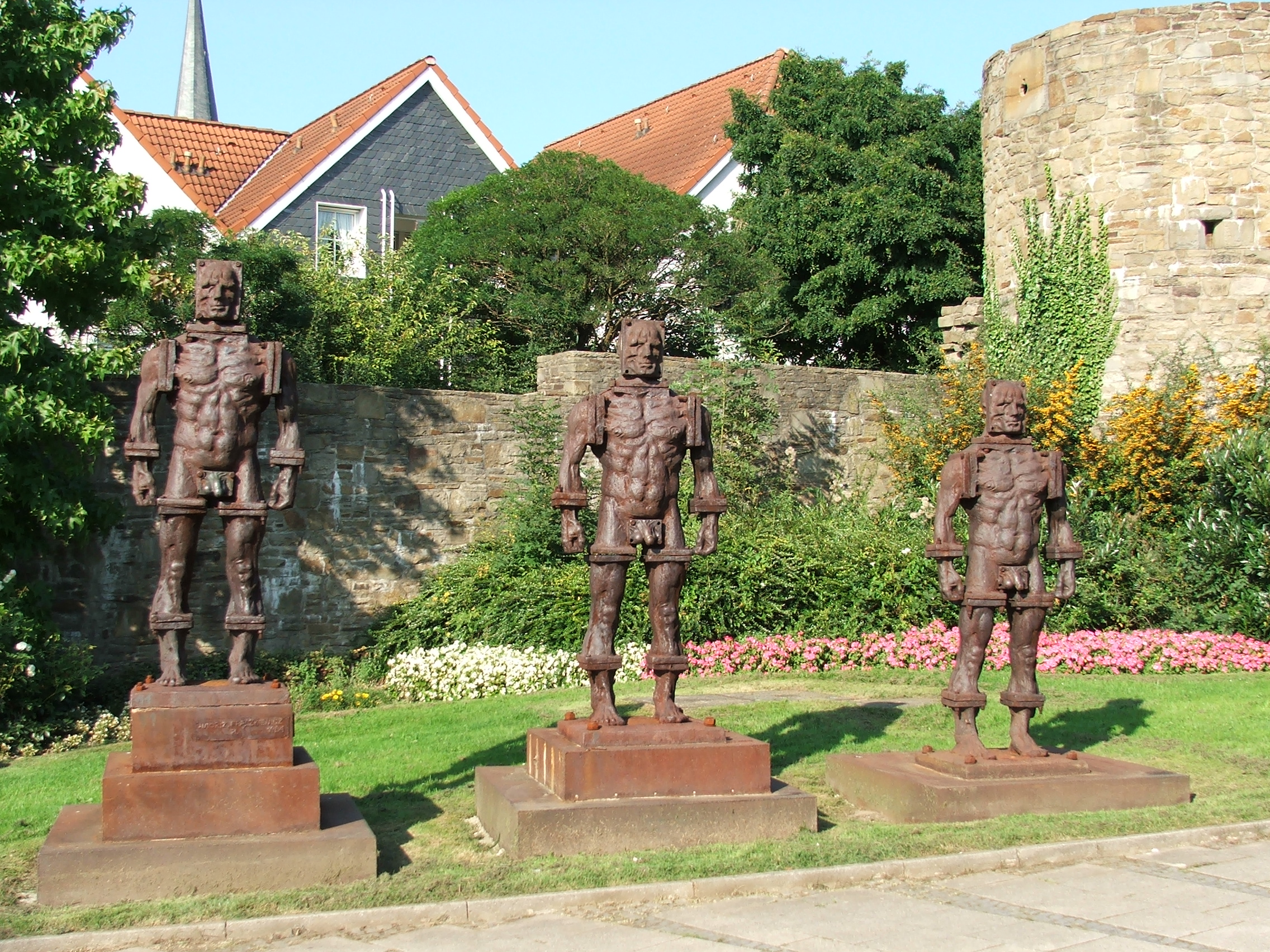
Menschen aus Eisen

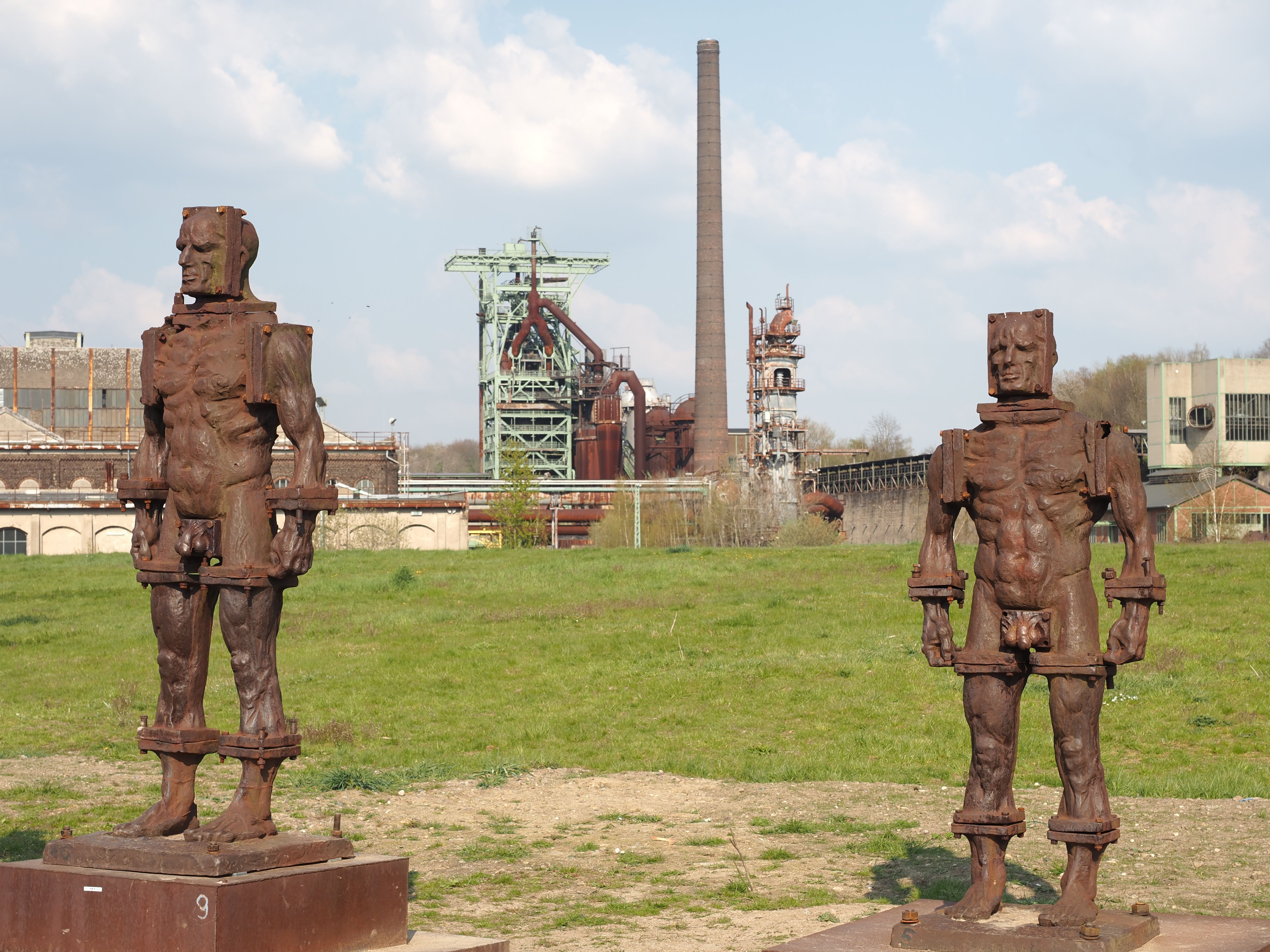
Eisenmänner vor Hochofen

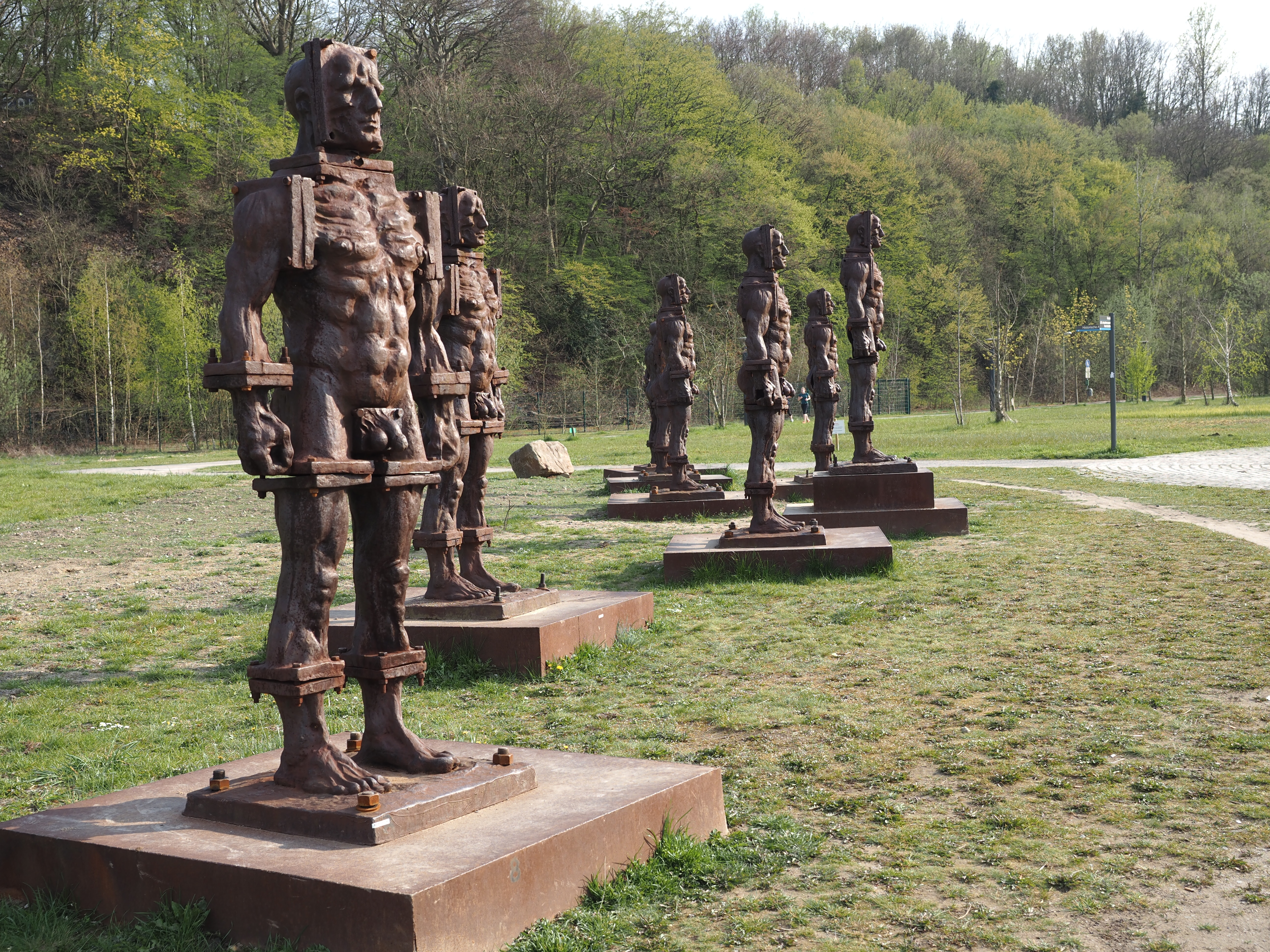
Die acht Eisenmänner

Der Neubau der heute völlig überdimensionierten Kosterbrücke über die Ruhr 1979/1980 zur Verbesserung der Verkehrsanbindung konnte die Schließung nicht verhindern.
Am 19. Februar 1987 – dem „Schwarzen Donnerstag“ in der Geschichte der Ruhrstadt Hattingen – verkündete der Vorstand der Thyssen Stahl AG das „Aus“ für die Henrichshütte: Stilllegung der beiden Hochöfen, der 4,2-Meter-Grobblechstraße, des Elektro-Stahlwerks und der Stranggießanlage. 2.904 Arbeitsplätze sollten abgebaut und die Ausbildungswerkstatt mit 400 Ausbildungsplätzen geschlossen werden. Erstmals drohte in der deutschen Stahlindustrie Arbeitnehmern die Massenentlassung. Am 18. März 1987 strömten 30.000 Menschen auf den Rathausplatz. Es entwickelte sich ein Zentrum des Widerstands, das von einer neuen sozialen Bewegung getragen wurde: von Stahlarbeitern, Betriebsratsmitgliedern, Vertrauensleuten und IG Metall sowie von verbundenen und eigenständig agierenden Initiativen wie die Jugendinitiative, die Senioreninitiative, die Fraueninitiative und das Bürgerkomitee „Hattingen muss leben“, das sich aus über Hundert Vereinen und Organisationen zusammensetzte. Alle gemeinsam organisierten sie über zwölf Monate hinweg Demonstrationen, Kundgebungen, Mahnwachen, Auto-Corsen in die Landeshauptstadt Düsseldorf und in die Bundeshauptstadt Bonn, eine Menschenkette mit 5000 Teilnehmern rund um die Hütte, einen fünftägigen Hungerstreik der Hütten-Frauen und ein elftägiges „Dorf des Widerstands“.
Trotz dieses „Aufschreis“ beschlossen Ende Juni 1987 die Anteilseigner im Aufsichtsrat der Thyssen Stahl AG mit der Stimme des „neutralen“ Vorsitzenden und Bundespräsidenten a. D., Walter Scheel, gegen die Stimmen der Arbeitnehmer die Stilllegung der Henrichshütte. Die Hüttenarbeiter erzwangen fünf Stahlgespräche im Bundeskanzleramt und trugen mit dazu bei, dass die NRW-Landesregierung das Programm „Zukunftsinitiative Montanregion“ auflegte. Sie setzten den Kampf für Ersatzarbeitsplätze fort.
Im fünften Stahlgespräch am 2. Oktober 1987 verständigten sich die Bundesregierung, die Gewerkschaft und die Stahlindustriellen auf 600 Millionen Mark öffentliche Hilfen (Bund, Länder und EG-Mittel) zum Abbau von 35.000 Arbeitsplätzen in der Stahlindustrie. Die Konzerne verpflichteten sich bis Ende 1989 keine „betriebsbedingten Kündigungen“ auszusprechen. Damit waren die Massenentlassungen in Hattingen endgültig vom Tisch. Der Abbau der Arbeitsplätze erfolgte durch Frühpensionierungen über Sozialpläne, konzerninterne Ver- und Umsetzungen nach Duisburg, Krefeld und Witten und „freiwilliges“ Ausscheiden mit Abfindungen.
Der letzte Abstich des Hochofens erfolgte am 18. Dezember 1987. Der Hochofen II wurde nach China verkauft und 1990 von einem chinesischen Bautrupp demontiert.

### Weitere Nutzung
Anfang 1988 brachte die Thyssen AG den Bereich „Weiterarbeitung“ der Henrichshütte in einen Gemeinschaftsbetrieb mit der Krupp AG und Klöckner AG ein. Die Vereinigten Schmiedewerke GmbH (VSG) vereinte in Hattingen unter ihrem Dach die Bearbeitungswerkstätten, den Kümpelbau, die Stahlgießerei und das LD-Stahlwerk. Die VSG nutzte nach der Stilllegung der Hütte bis 1993 Teile des Stahlwerks mit einem LD-Konverter, zwei Elektrolichtbogenöfen. 2004 meldete die VSG Insolvenz an. Europas größte Schmiedepresse, die 8.500 Tonnen-Presse, wurde endgültig stillgelegt. Die Vergütung der Henrichshütte wird heute noch von den Deutschen Edelstahlwerken Witten-Krefeld (DEW) auf dem ehemaligen Gelände betrieben.
Auf die Stadt Hattingen kam die große Aufgabe zu, den Strukturwandel von der Stahlstadt hin zum „Industrie- und Gewerbestandort“ mit Wohnstadt, historischer Altstadt, Einkaufszentrum, Freizeit- und Naherholungsschwerpunkt und dem neuen Standbein Umwelt zu bewältigen. Der große Verlust von Arbeitsplätzen im verarbeitenden Gewerbe (1987 bis 1997 etwa 4.500) konnte durch Zuwachs im Handel und bei Dienstleistungen nicht ausgeglichen werden. Hattingen wurde zur Auspendlerstadt. Die Landesentwicklungsgesellschaft NRW (LEG) kaufte als Treuhänder des Landes NRW von Thyssen die etwa 140 ha Industriefläche der Henrichshütte und bereitete sie nach dem Modell „Arbeiten im Park“ für Neuansiedlungen, eingebettet in eine gute Freizeitinfrastruktur, auf. Die von den Stahlarbeitern mit durchgesetzte erhöhte Förderquote für Investitionen führte zu ersten Neuansiedlungen im „Gewerbe- und Landschaftspark Henrichshütte“.
Mit Unterstützung des Landesprogramms „Zukunftsinitiative Montanregionen“ (ZIM) kam es zum Erwerb, Aufbereitung und Erschließung neuer Wohn- und Gewerbegebiete in Holthausen, zum Aufbau des überbetrieblichen Ausbildungs- und Weiterbildungszentrums Bildungswerk Hattingen (BWH), der Einrichtung eines technischen Bildungswerkes für Frauen und des Baus eines Abwasserstollens im Ludwigstal. Der Strukturwandel in Hattingen wurde in den kommenden Jahren durch finanzielle Mittel etwa in Höhe von 250 Millionen DM aus dem ZIM-Sonderprogramm und durch EG-finanzierte Förderprogramme unterstützt.
Über Umschulungsprogramme hinaus gab es auch soziale Programme: Seniorenstudiengänge in Dortmund und Bochum, eine Arbeitsgruppe zur Renovierung eines Segelschiffs, eine Zeitschrift (W.I.R. „Wir im Ruhestand“) und eine Trachtengruppe. Sieben ehemalige Betriebsratsmitglieder der Henrichshütte gründeten den Verein „Ideenschmiede Henrichshütte“, der die von der VSG überlassenen Räume kaufte, eine Metallwerkstatt und eine Schreinerei einrichtete, wo noch heute ehemalige Stahlarbeiter zu Gange sind.
Auf dem Gelände stellte der Bildhauer Zbigniew Frączkiewicz 1996 seine Plastiken Menschen aus Eisen aus. Drei der Eisenmänner stehen nun vor der Stadtmauer Hattingens.

### Teilabriss der Anlagen

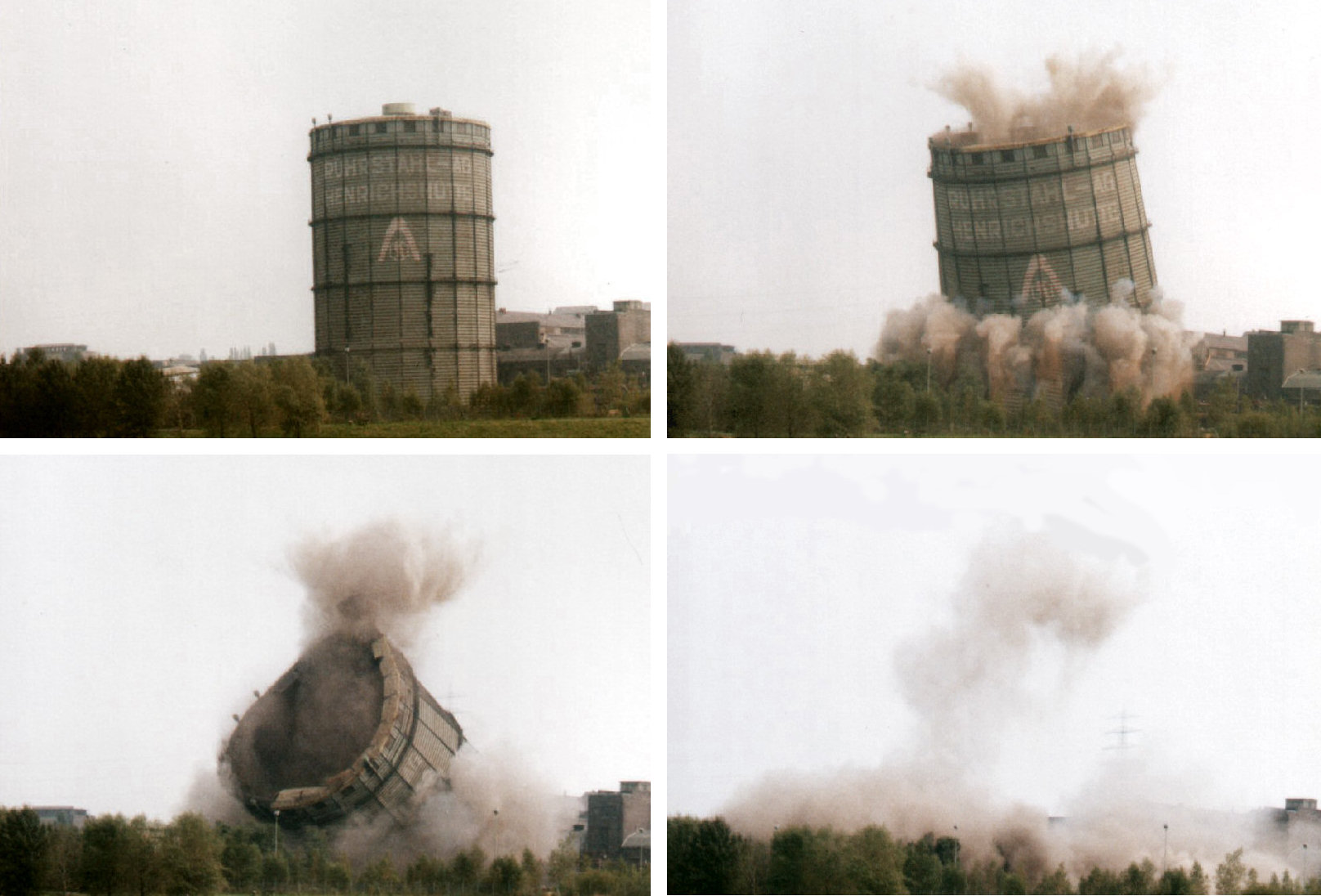
Sprengung des Gasometers 1994

Der Gasometer wurde bereits 1994 gesprengt.
In den Außenanlagen wurden die schwermetallbelasteten Formsande mit Folien gegen Regenwasser geschützt und begrünt.
Das 60 m hohe Gebäude des Blasstahlwerkes, ein Wahrzeichen der Stadt Hattingen, wurde am 23. Januar 2005 um 10.06 Uhr vor den Augen von 2.500 Zuschauern, darunter vielen ehemaligen Mitarbeitern, mit 40 kg Sprengstoff gesprengt. Aus Kostengründen war es nicht möglich gewesen, das Stahlwerk als Industriedenkmal zu erhalten.
2007 wurde noch ein Schornstein auf dem Hüttengelände gesprengt.
Bei Ausbauarbeiten des Gewerbeparkes auf dem ehemaligen Gelände der Henrichshütte zwischen Gebläsehalle und Satcom-Turm detonierte am 19. September 2008 bei Baggerarbeiten eine Fünf-Zentner-Bombe aus dem Zweiten Weltkrieg. 17 Verletzte (die meisten mit Knalltrauma) und Beschädigungen an den umliegenden Gebäuden, Arbeitsgeräten und Fahrzeugen waren die Folge.

### Gewerbe, Erholung und Industriekultur
Heute ist das 70.000 m² große Gelände der Henrichshütte neben einigen neuen Gewerbeansiedlungen und neuen Parkflächen einer der acht Standorte des LWL-Industriemuseums und Teil der Route der Industriekultur.
Das ehemalige Bessemerstahlwerk wird für Veranstaltungen genutzt. Der SatkomTower wurde umgebaut.
Im Rahmen des Kulturhauptstadtjahres 2010 wurde der erhaltene Hochofenkomplex der Henrichshütte in unterschiedlichen Farben angestrahlt. Ab 2019 wurde an der Henrichshütte die ProSieben-Sendung Renn zur Million … wenn Du kannst! gedreht.

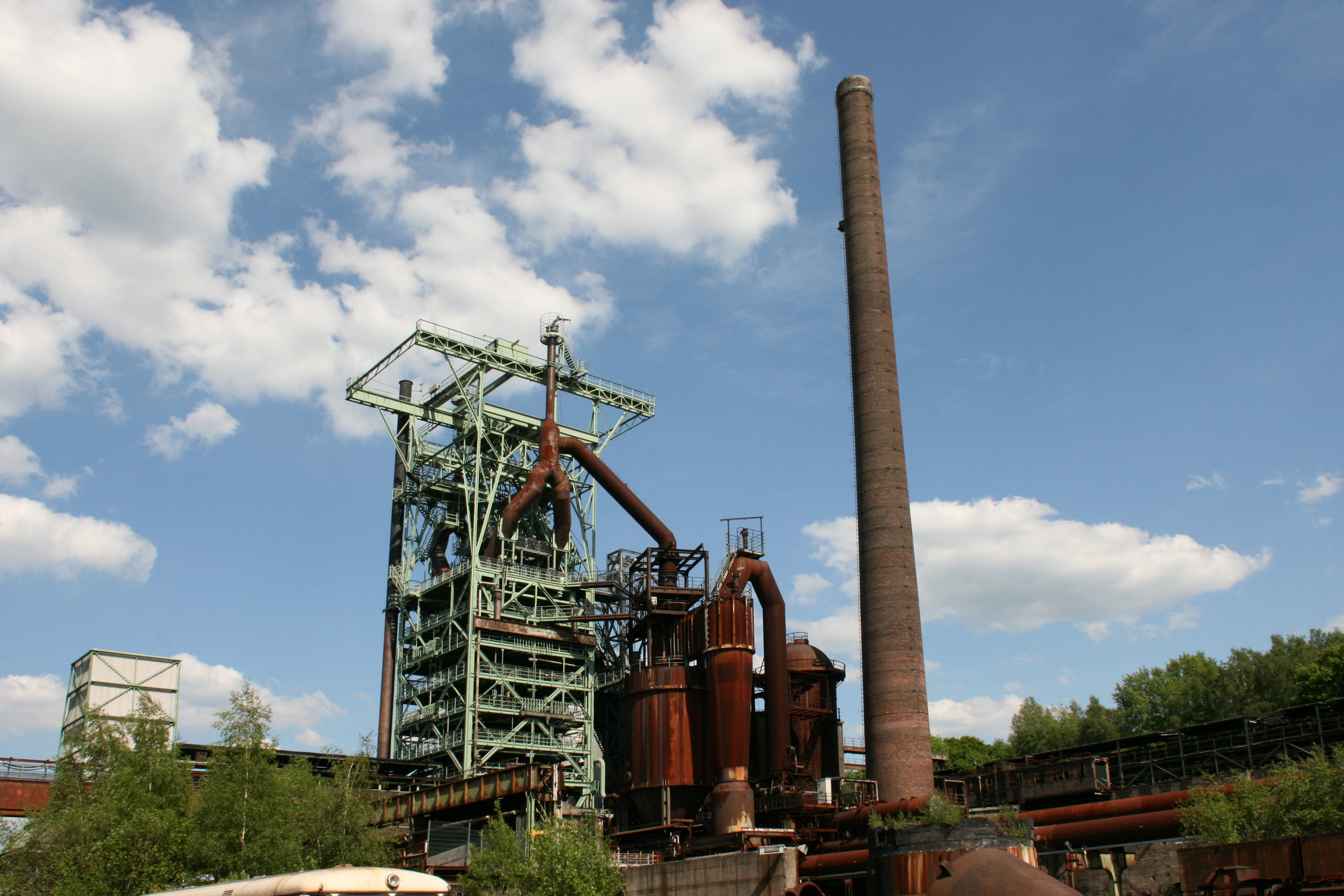
Hochofen 3
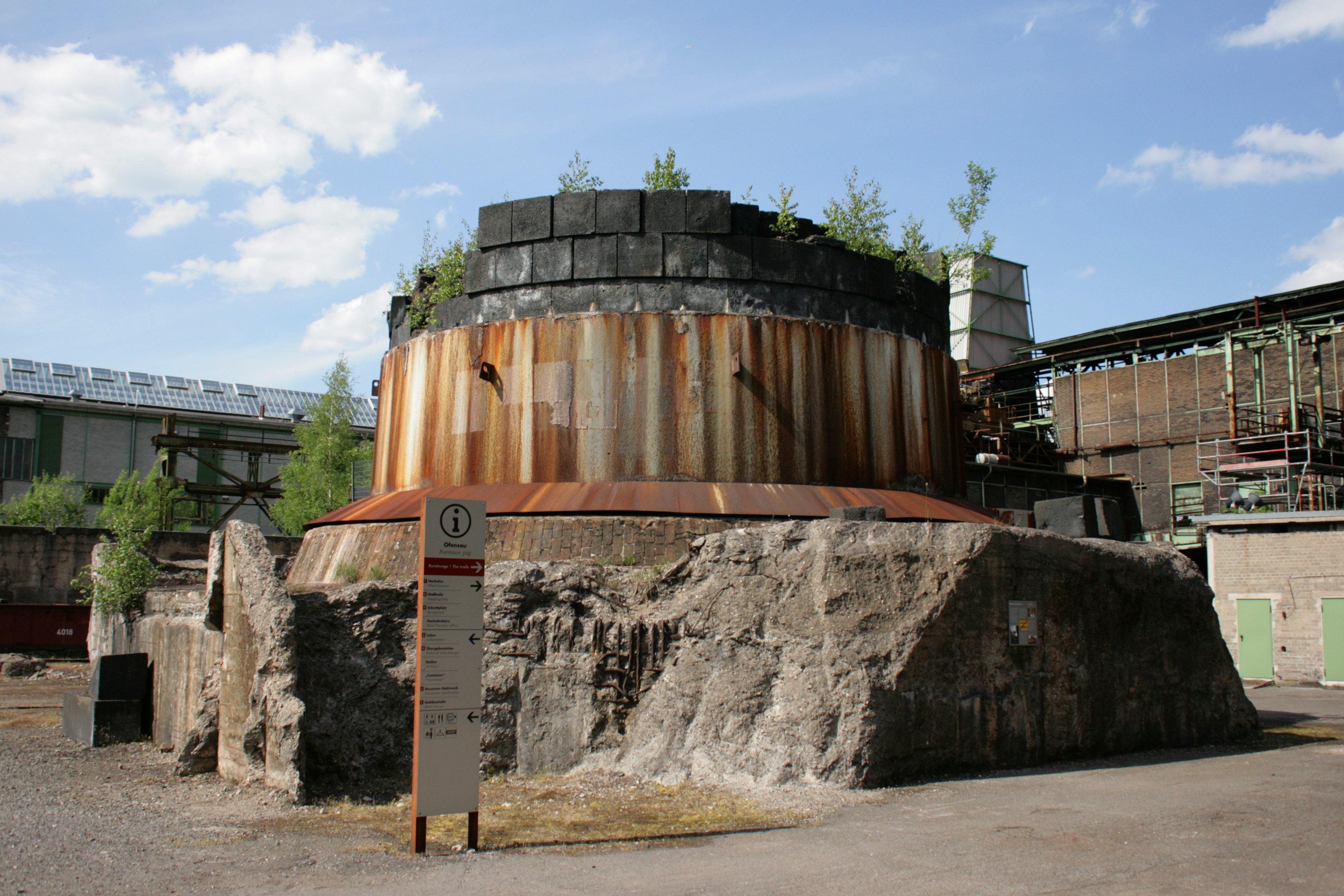
Verbliebene Ofensau von Hochofen 2
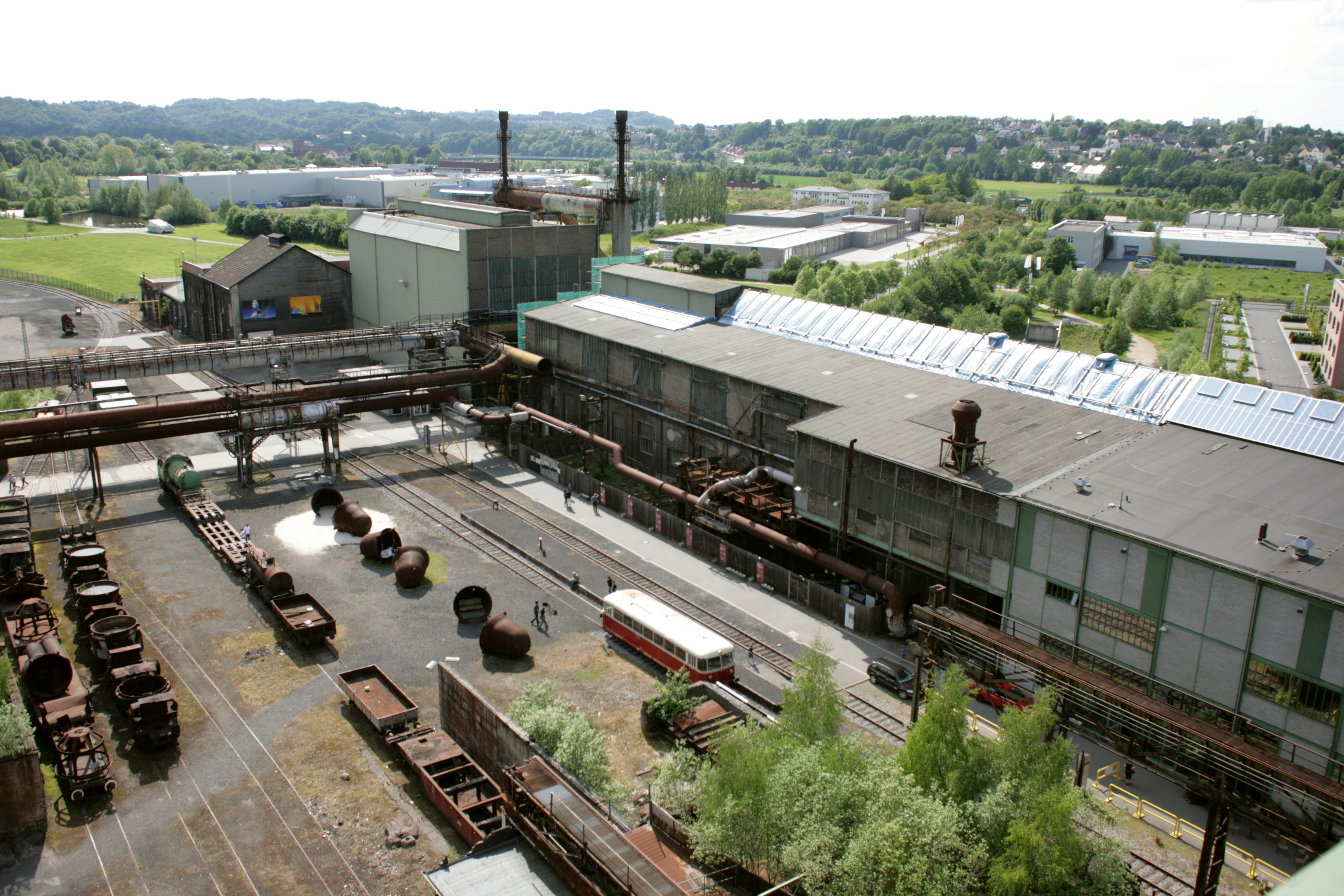
Blick von Hochofen 3 über das Museumsgelände
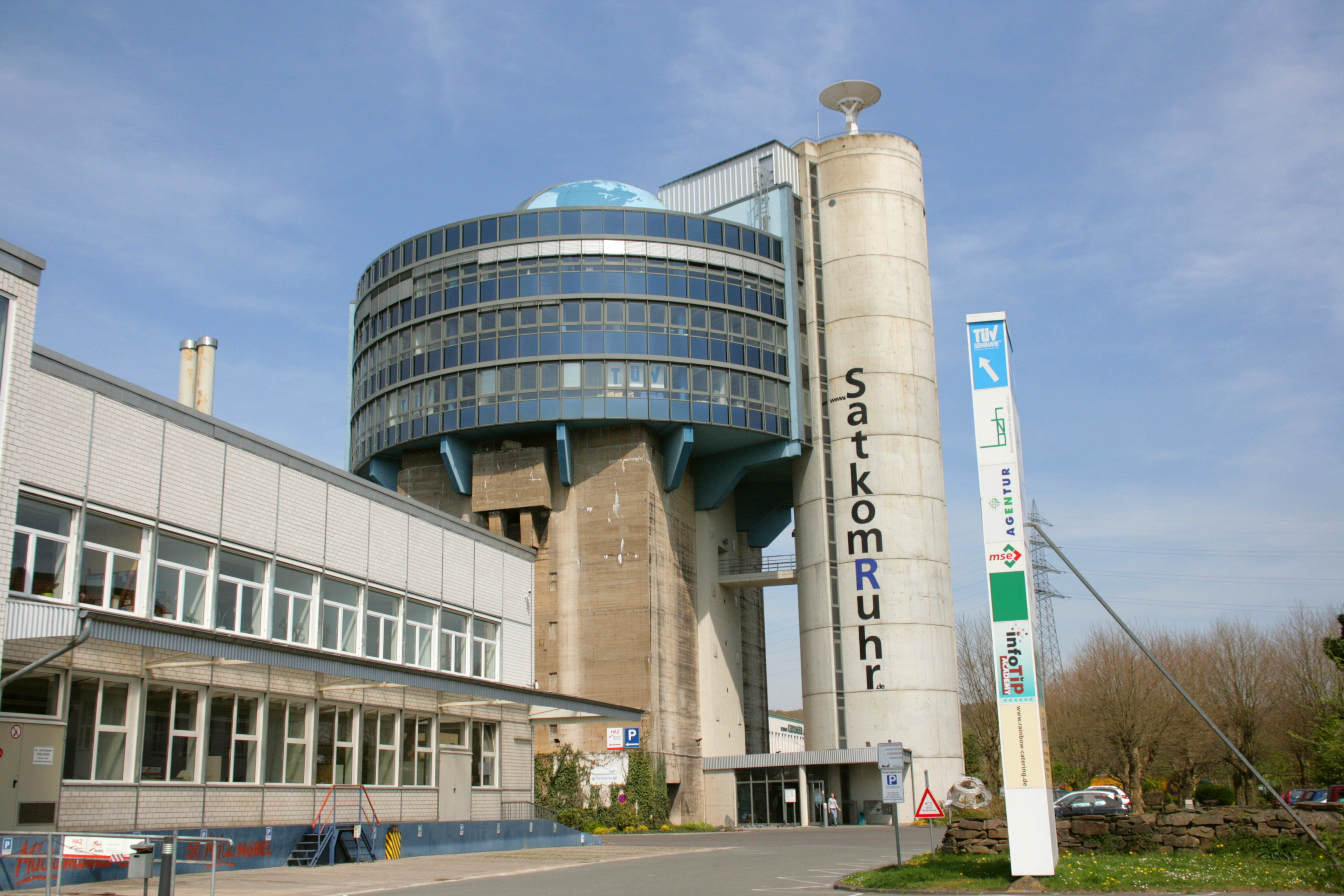
SatkomRuhr-Tower, ehemaliger Bunker der Henrichshütte
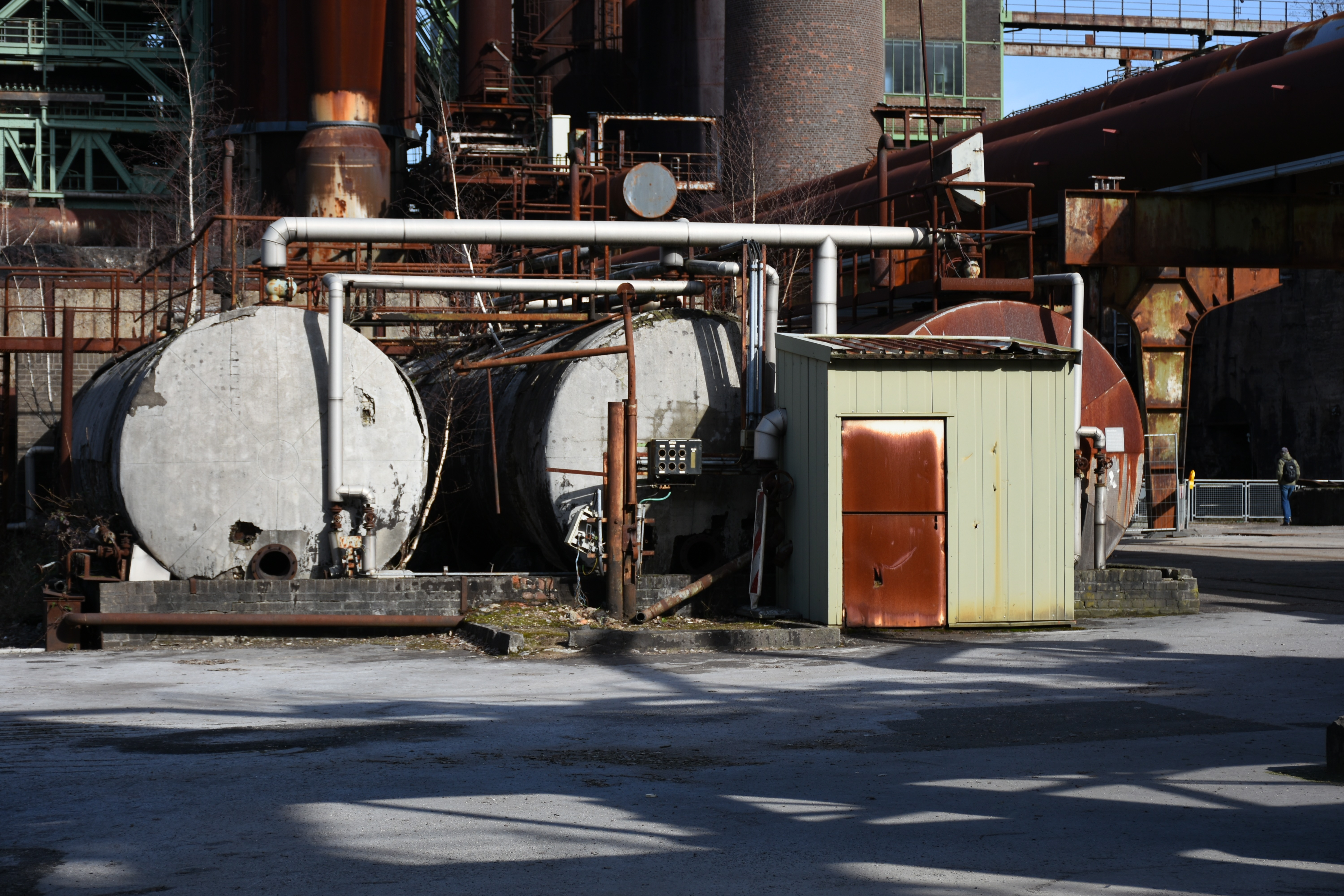
Schweröltanks der Henrichshütte
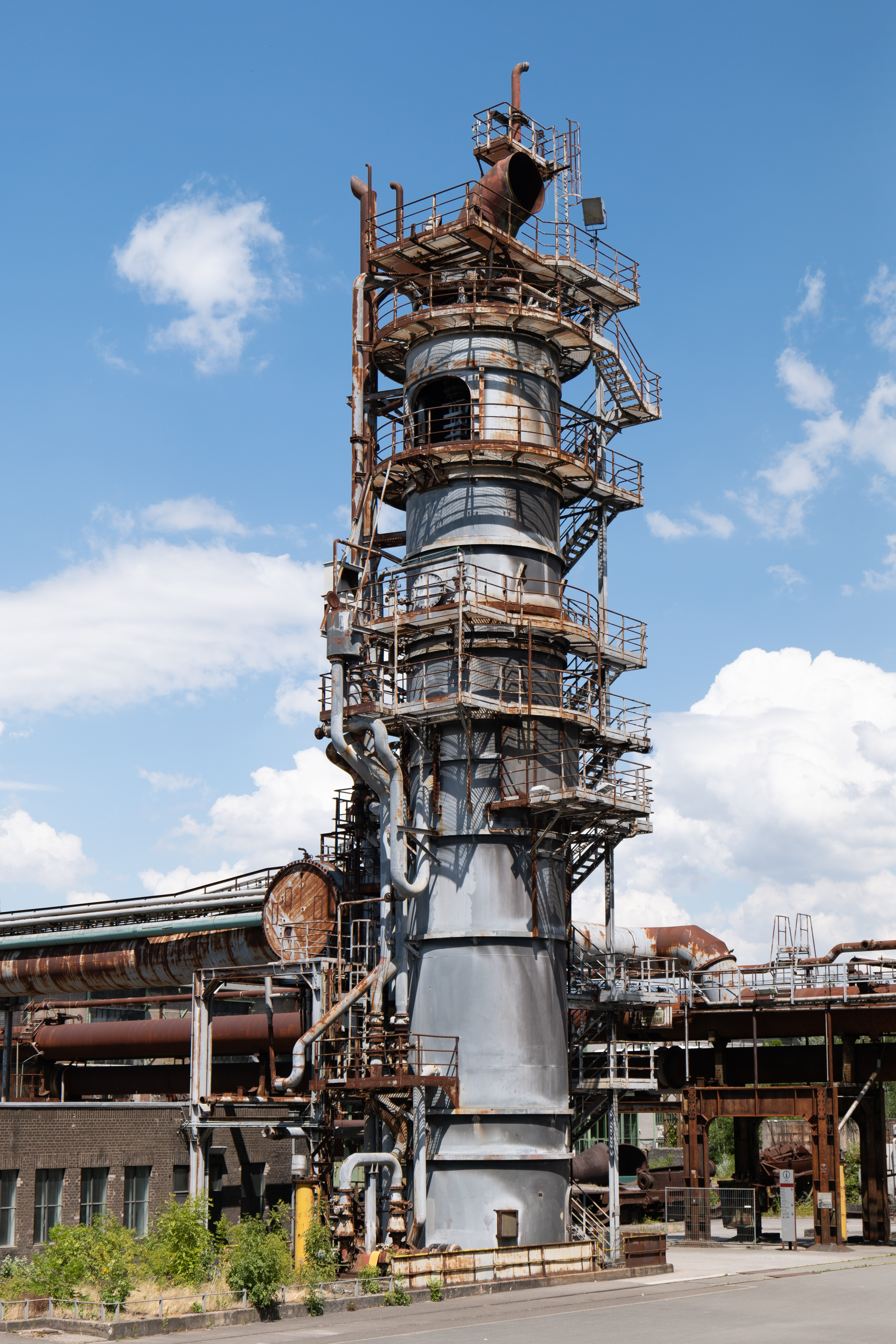
Gaswäscher
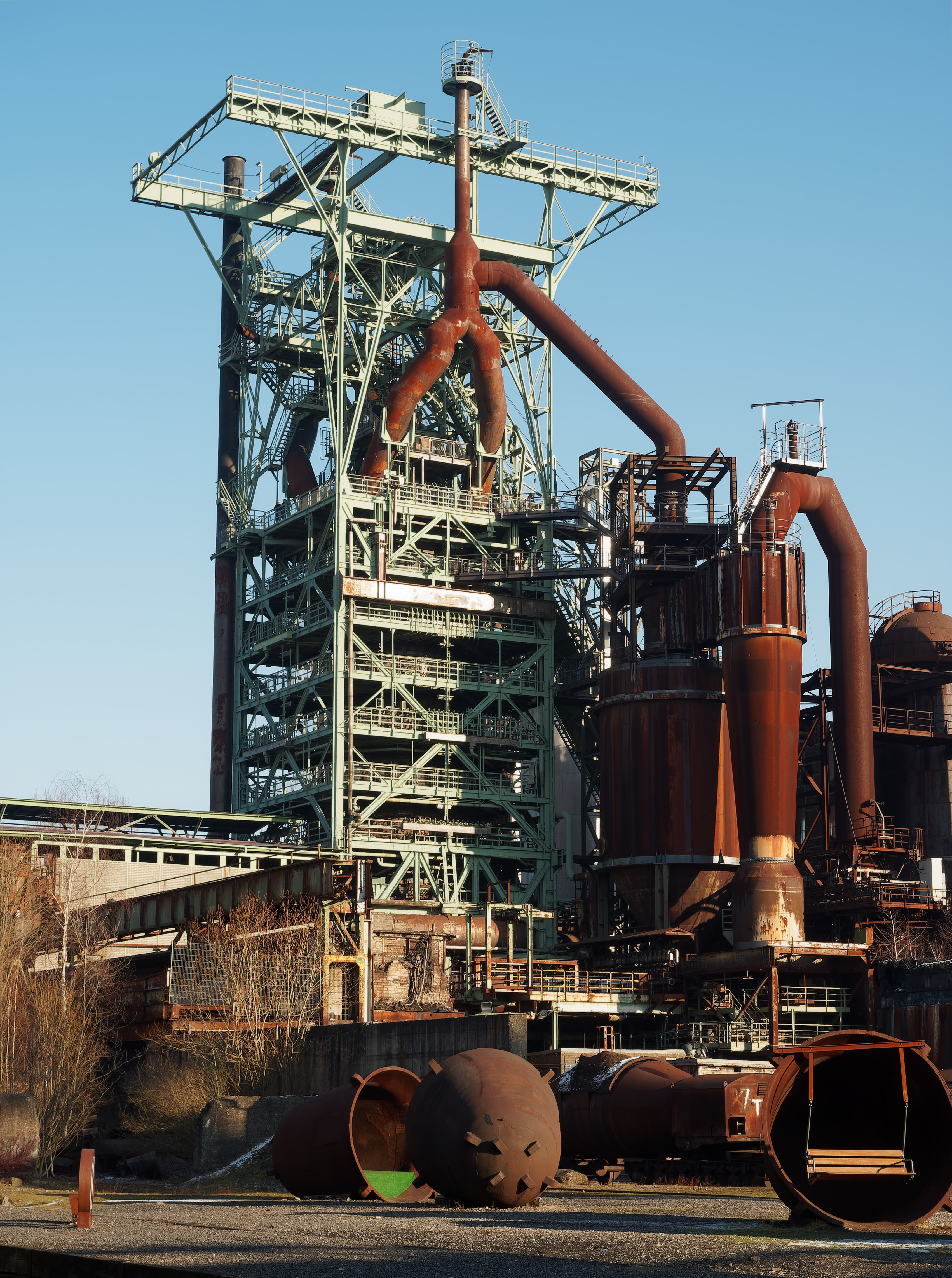
Hochofen 3
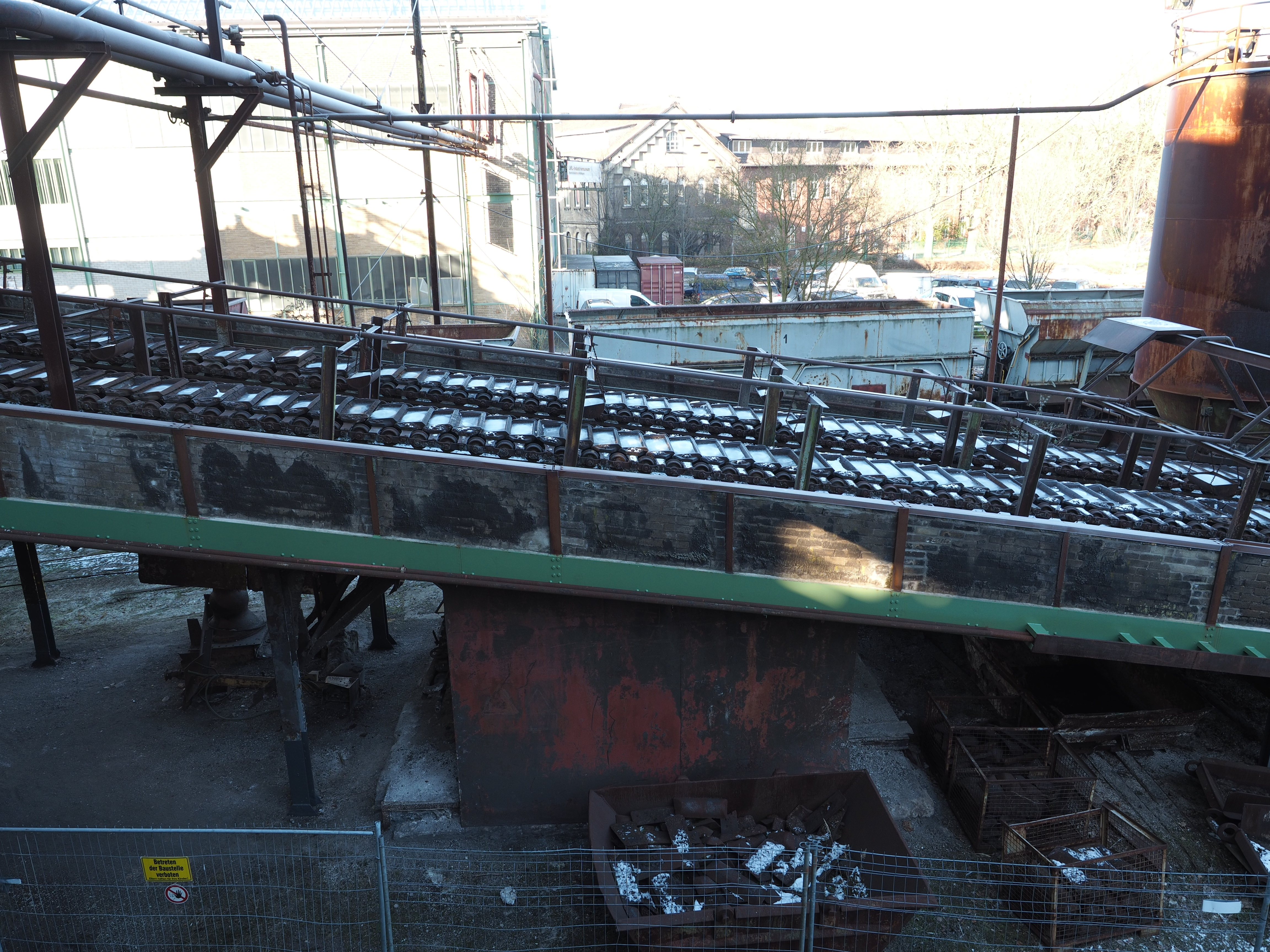
Masselgießmaschine
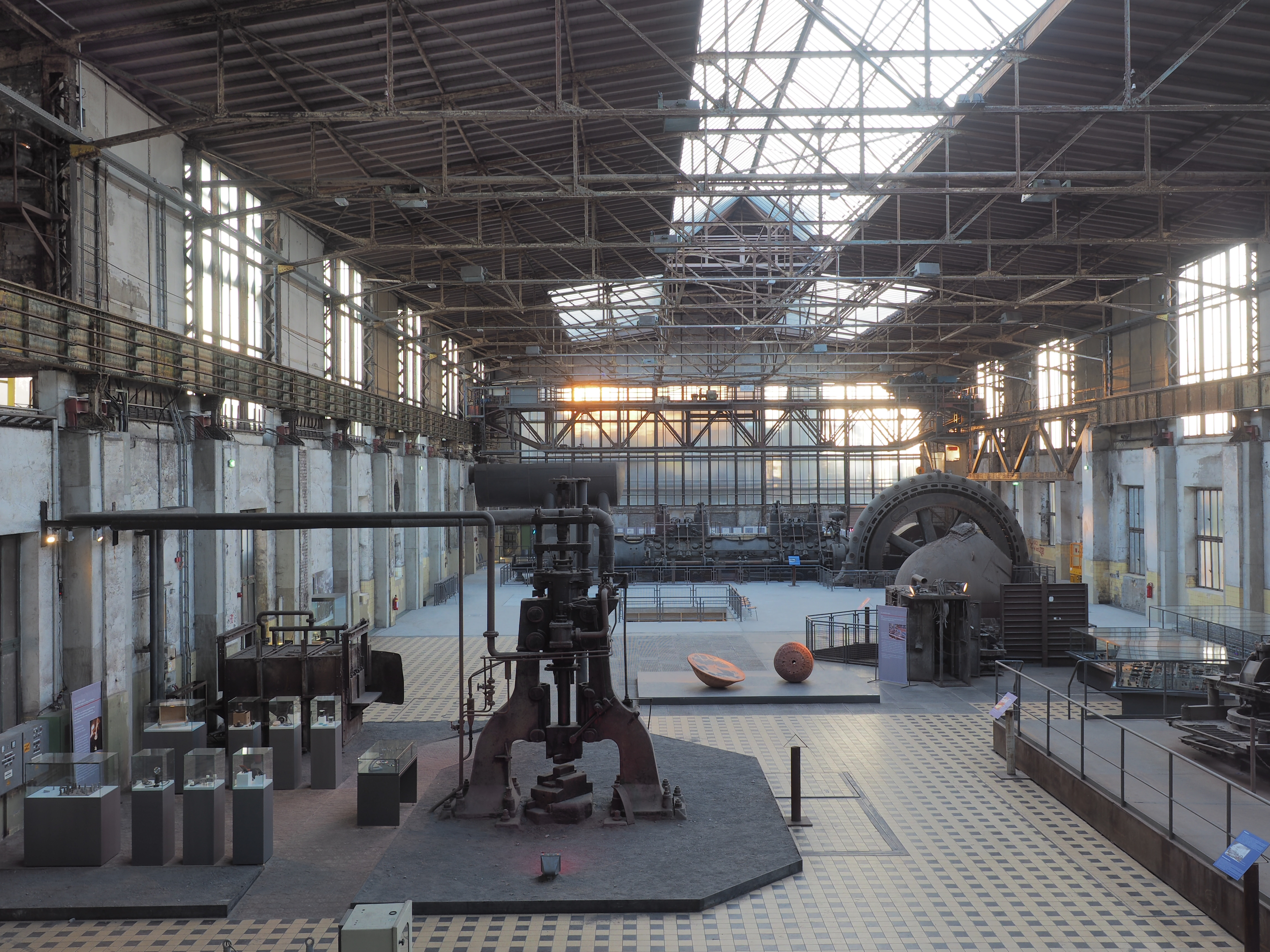
Blick vom Restaurant in die Gebläsehalle mit Kompressor und Ausstellungsstücken
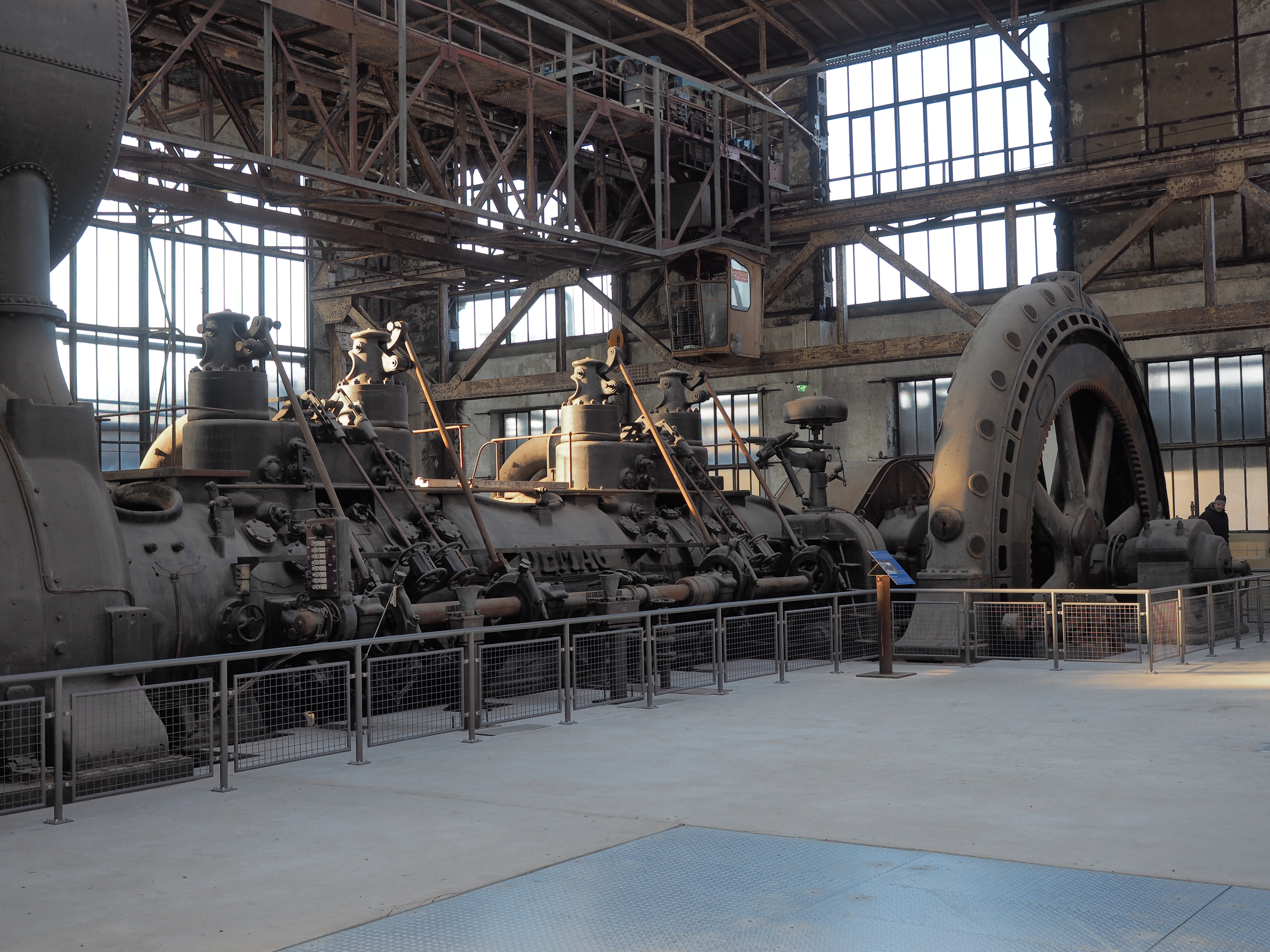
Elektrisch angetriebener Kompressor

## Verkehr
Der Haltepunkt Hattingen (Ruhr) Henrichshütte befindet sich an der Ruhrtalbahn.

## Filme
- 300t Maßarbeit. Die Henrichshütte fertigt einen Atomreaktor-Druckbehälter. Ein Film der Rheinstahl-Hüttenwerke von 1965 – neu ediert vom LWL-Medienzentrum für Westfalen, deutsch und englisch, ca. 30 Min. DVD mit Begleitheft, 2009.
- SWR Eisenbahn-Romantik (Folge 1058 · 2023): Modellbahnanlage in Wuppertal – Das Revier im Modell. (Ca. 30 Min. Die Henrichshütte in Modell und Wirklichkeit. Mit historischen Aufnahmen.) https://www.youtube.com/watch?v=lRht4pp5MEk